# Вилхелмина фон Баден
Вилхелмина Луизе фон Баден (на немски: Wilhelmine von Baden; 1788 – 1836) е велика херцогиня на Хесен.

## Биография
Тя е най-малката дъщеря на принц Карл Лудвиг фон Баден и Амалия Хесен-Дармщатска. Сестра е на руската императрица Елисавета Алексеевна, на шведската кралица Фредерика Доротея, на баварската кралица Каролина и на Карл Лудвиг Фридрих – великия херцог на Баден.
На 19 юни 1804 г. Вилхелмина се омъжва за първия си братовчед по майчина линия, принц Лудвиг II фон Хесен-Дармщат (1877 – 1848), велик херцог на Хесен, който през 1830 г. получава титлата велик херцог на Хесен и Рейн.
Дълго се носи мълвата, че баща на последните ѝ 4 деца е дългогодишният ѝ любовник Август де Сенаркленс, с когото Вилхелмина дълго живеела разделена от съпруга си в Хайлигенберг. Великият херцог Лудвиг II е принуден да признае бащинството си над Александър и Мария (останалите 2 деца почиват рано) под натиска на Карл, великия херцог на Баден, за да се потуши скандалът, който щял да срине авторитета на владетелските домове на Хесен и Баден пред европейските аристократични фамилии. Въпреки това Вилхелмина продължава да живее с барон Сенаркленс и 2-те си деца отделно в двореца Хайлигенберг, източно от Югенхайм, докато великият херцог Лудвиг II пребивава постоянно в Дармщат.
Вилхелмина умира в Розенхьое, Дармщат, на 27 януари 1836 г.

## Деца
Вилхелмина и Лудвиг имат децата:
- Принц Лудвиг III фон Хесен-Дармщадт (1806 – 1877) – бъдещ велик херцог на Хесен
- Принц Карл Вилхелм Лудвиг фон Хесен-Дармщадт (1809 – 1877)
- Дъщеря (*/† 1820)
- Принцеса Амалия Елизабет Луиза Каролина Вилхелмина фон Хесен-Дармщадт (1821 – 1826)
- Принц Александър Лудвиг Георг Фридрих Емил фон Хесен-Дармщадт (1823 – 1888)
- Принцеса Максимилиана Вилхелмина Августа София Мария фон Хесен-Дармщат (Мария Александровна) (1824 – 1880) – съпруга на руския император Александър II

## Галерия
- Дворецът Хайлигенберг, близо до Югенхайм, в който Вилхелмина живее дълго с барон Сен Аркленс.
- Старият Мавзолей. Розенхьое
- Розенхьое през лятото.
- Розовата градина. Розенхьое